# Гуди, Альфред Эдуард
Альфред Эдуард Гуди (англ. Alfred Edward Goodey, 1878—1945) — коллекционер картин и фотографий, филантроп, связанный с городом Дерби.
Его родителями были Уильям Генри (William Henry) и Рода Гуди (Rhoda Goodey); он родился в Дерби в 1878 году. Учился дома и в школе Уитворт (Whitworth School) до поступления в Школу искусств Дерби. Начал коллекционировать акварели, картины маслом, фотографии и оттиски в 1886 году. Он даже выдавал заказы художникам рисовать виды Дерби, стараясь сохранить облик того, что может измениться или быть разрушено.
Его интерес к искусству привёл его к президентству в Derby Sketching Club.
В 1936 году Гуди передал более 500 картин в Музей и художественную галерею Дерби. Кроме того, он завещал музею 13 000 фунтов стерлингов на расширение. Коллекция Гуди, которая выставляется в музее, содержит картины Альфреда Джона Кина, Гарольда Грисли, Ричарда Кина, и других. Картины из его коллекции были напечатаны городским советом Дерби в книге «Goodey’s Derby».